# Aub (Germania)
Aub è un comune tedesco di 1 562 abitanti, situato nel land della Baviera.